# Estatua del Marqués de Lafayette (Washington D. C.)
El Mayor general marqués Gilbert de Lafayette es una estatua en la esquina sureste de Lafayette Square, en Washington D. C. (Estados Unidos). Se ubica cerca del cruce de la Avenida Pensilvania con Madison Place y cerca de la Casa Blanca. La estatua fue erigida en 1891 en honor a Gilbert du Motier, marqués de Lafayette y su contribución en la Guerra de Independencia de los Estados Unidos. La plaza, originalmente parte del Parque del Presidente, fue nombrada en honor a Lafayette en 1824. La estatuaria fue realizada por Alexandre Falguière y Antonin Mercié, y el arquitecto que diseñó el pedestal de mármol fue Paul Pujol.

## Contexto
El senador John W. Johnston de Virginia hizo la primera propuesta para erigir una estatua del Marqués Lafayette en Washington D. C., sugiriendo inicialmente una estatua ecuestre en enero de 1883. Una propuesta menos ambiciosa fue aprobada por el Congreso del 3 de marzo de 1885, que asignó un presupuesto de 50.000 dólares. Iba a ser uno de los muchos monumentos erigidos alrededor del centenario de la Revolución Americana. Se nombró una comisión para supervisar el proyecto y buscaron propuestas de tres estadounidenses: Daniel Chester French (quien luego completó el Lafayette Memorial en Brooklyn y una estatua de Lafayette en Lafayette College ), Larkin Goldsmith Mead (cuya propuesta era similar al diseño finalmente elegido), y Augustus Saint-Gaudens (quien no presentó un diseño, pero sugirió los nombres de Falguière y Mercié a la comisión) - y tres artistas franceses - Frédéric Auguste Bartholdi (quien presentó dos diseños, uno considerado demasiado caro, el otro demasiado simple; su estatua de Lafayette había sido erigida en Nueva York en 1876), y Alexandre Falguière y Antonin Mercié (que presentaron cuatro diseños conjuntos). Tras largas deliberaciones, se seleccionaron conjuntamente dos artistas franceses: Falguière y Mercié.
Primero modelaron la estatua en arcilla a un cuarto de escala, que luego fue fundida en yeso y ampliada a un modelo de tamaño completo, a partir del cual se crearon moldes de arena, y luego fundido en bronce en París en 1890 por el fundador Maurice Denonvilliers. El arquitecto francés Paul Pujol diseñó el pedestal utilizando mármol de la cantera de Derville and Company. Las piezas terminadas de bronce y mármol se enviaron en el vapor La Normandie en 30 cajas que pesaban 28 300 kg. Estas llegaron Nueva York en agosto de 1890 y luego fueron transportadas por tren a Washington D. C. La instalación se completó en abril de 1891.

## Descripción
El monumento comprende una estatua de bronce del marqués de Lafayette de unos 3,4 m de altura, de pie sobre un pedestal de mármol francés con cuatro caras decoradas con molduras clásicas, acompañadas de siete estatuas de bronce adicionales, todas de tamaño superior al natural. El monumento descansa sobre una base de granito americano sobre un pequeño montículo de tierra herbosa, dentro de un círculo de bordillos de granito con un diámetro de unos 18 m. La estatua de Lafayette mira al sur hacia la Casa Blanca. Está representado vestido de civil con un abrigo largo con la insignia de la Sociedad de Cincinnati, botas y peluca. Está gesticulando con el brazo derecho, con una capa sobre el brazo izquierdo y la mano izquierda apoyada en la empuñadura de la espada. Comúnmente se interpreta que está solicitando a la Asamblea Nacional francesa que ayude a los estadounidenses revolucionarios.
Ante la cara sur del pedestal está sentada una figura femenina drapeada y fundida en bronce, que simboliza América, volviéndose para pedir ayuda al marqués y ofreciéndole una espada. Un cartucho en el pedestal lleva la inscripción: "AL / GENERAL / LA FAYETTE / Y SUS / COMPATRIOTAS / 1777-1783 / DERVILLE FARBRE". Las caras este y oeste tienen pares de estatuas de bronce de figuras militares francesas asociadas con las Guerras Revolucionarias Estadounidenses. La cara este tiene estatuas del Conde d'Estaing y el Conde de Grasse en uniforme militar, conversando, con un ancla que simboliza su mando de las fuerzas navales francesas, y la cara oeste tiene estatuas del Conde de Rochambeau y el Chevalier du Portail, también en uniforme militar, con un cañón que simboliza su mando de los ejércitos franceses. Aparte del Chevalier du Portail, todos siguieron siendo figuras revolucionarias conocidas a fines del siglo XIX: en 1890, The New York Times comentó que "Los comandantes de las flotas son demasiado conocidos para requerir comentarios, y Rochambeau es aún más conocido... pero Duportaille no es tan familiar".
La cara norte tiene dos querubines de bronce ante una cartela con una inscripción conmemorativa, que dice: "POR EL CONGRESO / EN CONMEMORACIÓN / DE LOS SERVICIOS / PRESTADOS POR / EL GENERAL LAFAYETTE / Y SUS COMPATRIOTAS / DURANTE LA LUCHA / POR LA / INDEPENDENCIA / DE LOS ESTADOS UNIDOS DE AMÉRICA".
Otra inscripción en el lado sur del pedestal de mármol registra los nombres de los creadores de las estatuas y el pedestal: "ALEXANDRE FALGUIERE / ANTONIN MERCIE / STATUAIRES / PAUL PUJOL / ARCHITECTE", y una referencia a la cantera francesa que proporcionó el mármol: "DERVILLE ET C/ MARBRES". Una inscripción alrededor del borde de la boca del cañón registra el nombre del fundador parisino que fundió los bronces: "MAURICE DENONVILLIERS FOUNDEUR / PARIS 1890", con otra inscripción grabada en la base de la estatua del marqués: "FONDU PAR MAURICE DENONVILLIERS".
Con su pedestal de mármol y cimientos de granito, el monumento se eleva alrededor de 11 m de alto y 6,1 m de ancho.

## Recepción
La mejor ubicación para la estatua fue un tema de debate después de que se encargó. La plaza Lafayette parecía el lugar obvio, pero el sitio prominente en el centro de la plaza ya estaba ocupado por una estatua ecuestre de Andrew Jackson. Se consideraron otros posibles sitios cerca del Treasury Building o del Capitolio, pero finalmente los cimientos de granito se colocaron directamente al sur de la estatua de Andrew Jackson. Sin embargo, el senador William B. Bate de Tennessee (estado natal de Andrew Jackson) objetó que alinear ambas estatuas en un eje con la Casa Blanca significaría que la línea de visión desde la estatua de Andrew Jackson hasta la Casa Blanca estaría bloqueada por la estatua del marqués. El trabajo se detuvo y la atención se trasladó a un sitio en la esquina sureste del edificio del Tesoro, en el cruce de Pennsylvania Avenue y Fifteenth Street, pero esta vez el secretario del Tesoro, William Windom, se opuso. Después de más debates, se seleccionó la esquina sureste de Lafayette Square sin más objeciones, y los cimientos de granito se trasladaron del centro del lado sur de Lafayette Square a una nueva ubicación unos cientos de pies más al este.
Cuando se completó la instalación de la estatua en abril de 1891, no quedaban fondos para realizar una ceremonia de dedicación. Durante muchos años, los Hijos de la Revolución colocaron una ofrenda floral en el cumpleaños de Lafayette, el 6 de septiembre; y el 200 aniversario del nacimiento de Lafayette se celebró en 1957.
La estatua figura en el Registro Nacional de Lugares Históricos, como parte de la Estatua de la Revolución Americana en Washington D. C.

## Galería

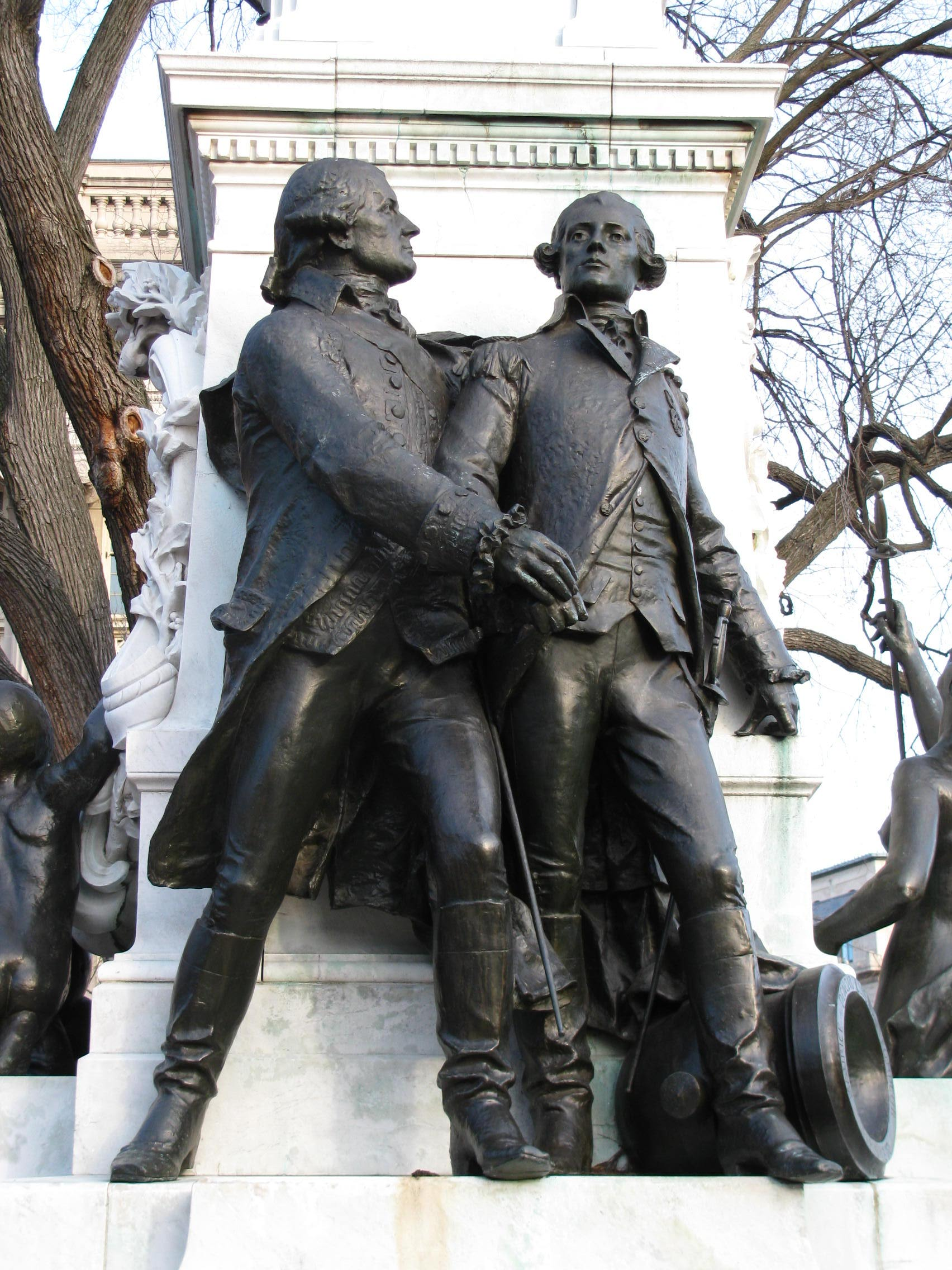
Cara oeste, con cañón
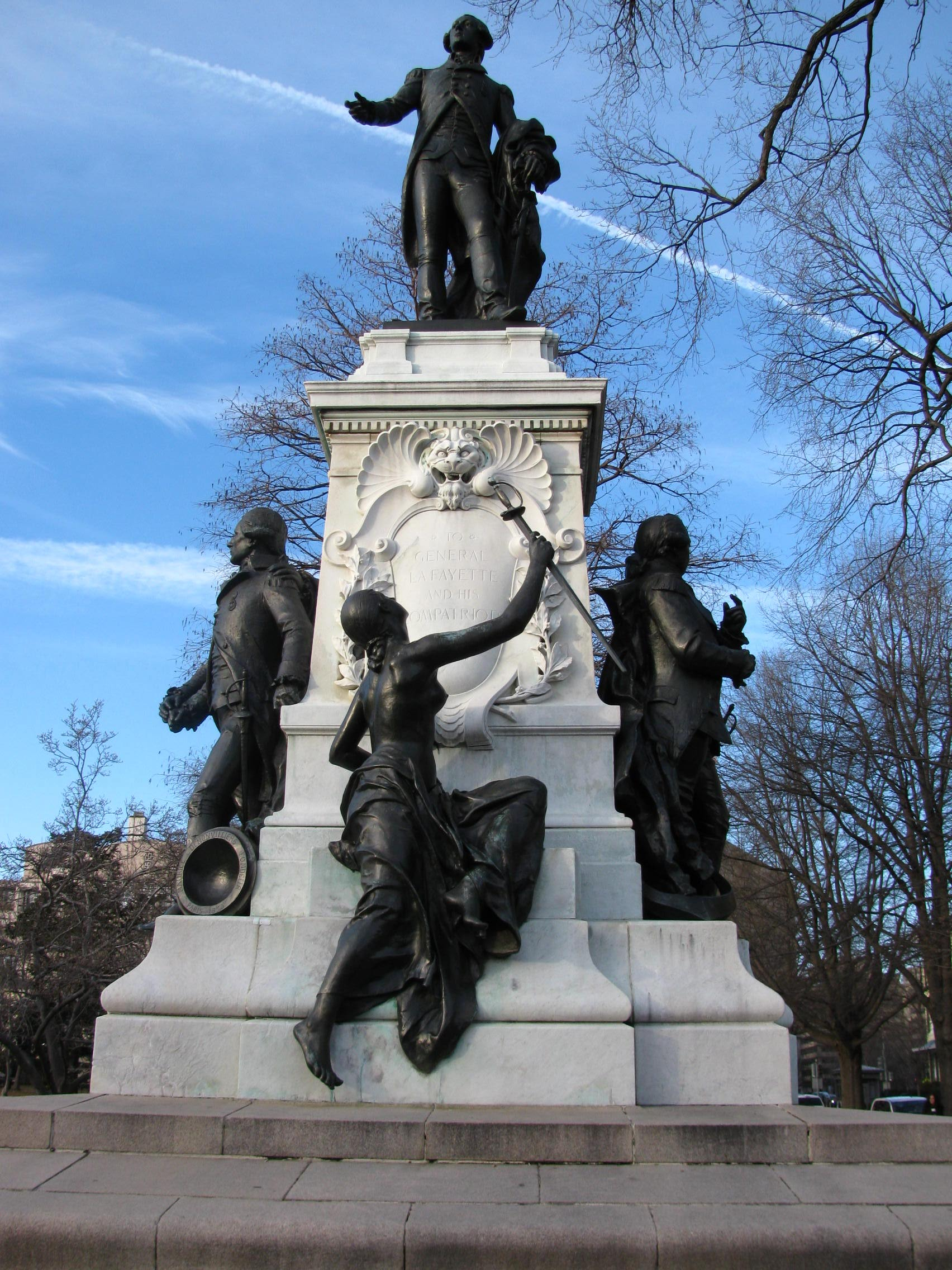
Cara sur, con estatua femenina representando a América, e inscripción
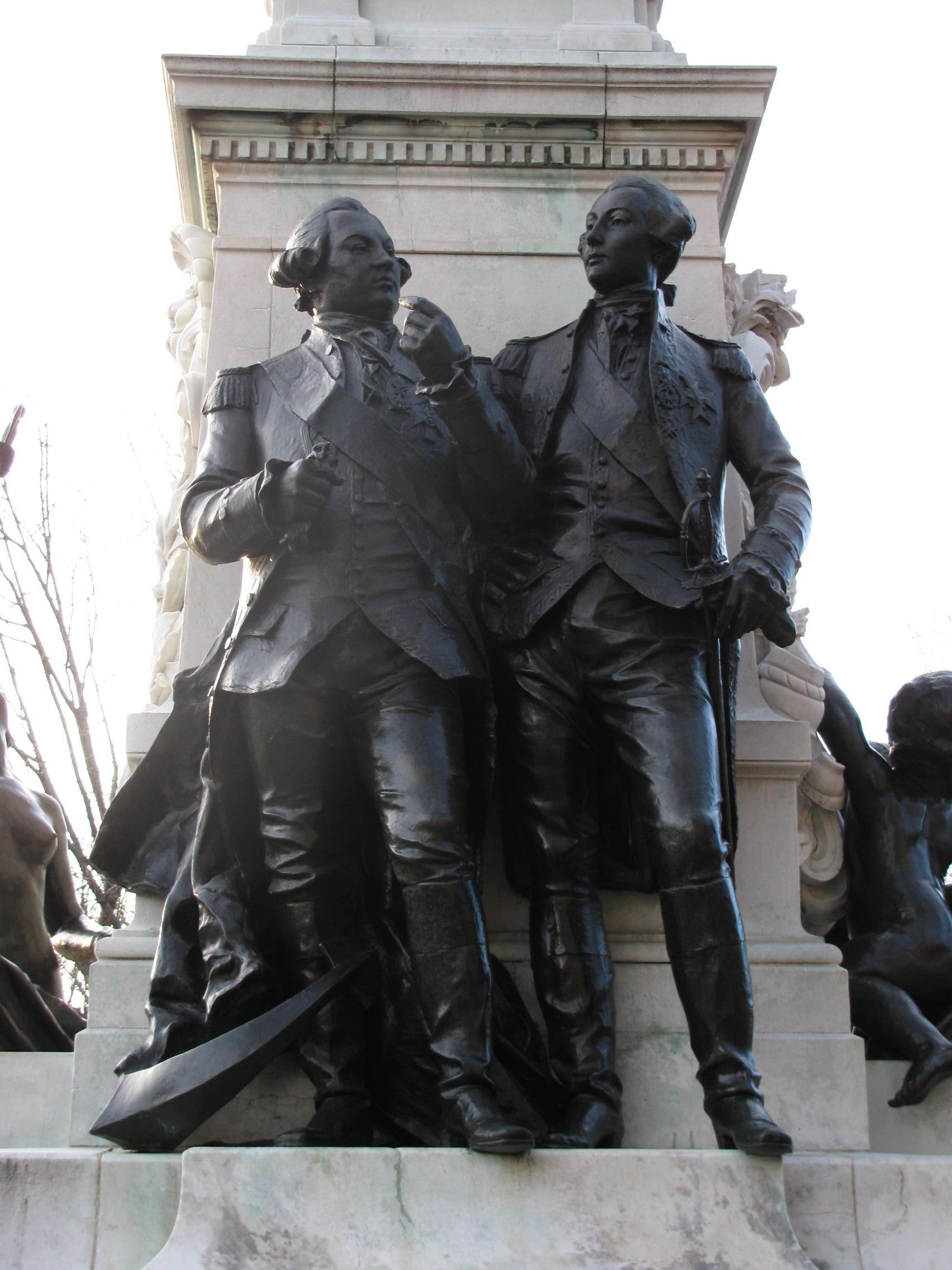
Cara este, con ancla
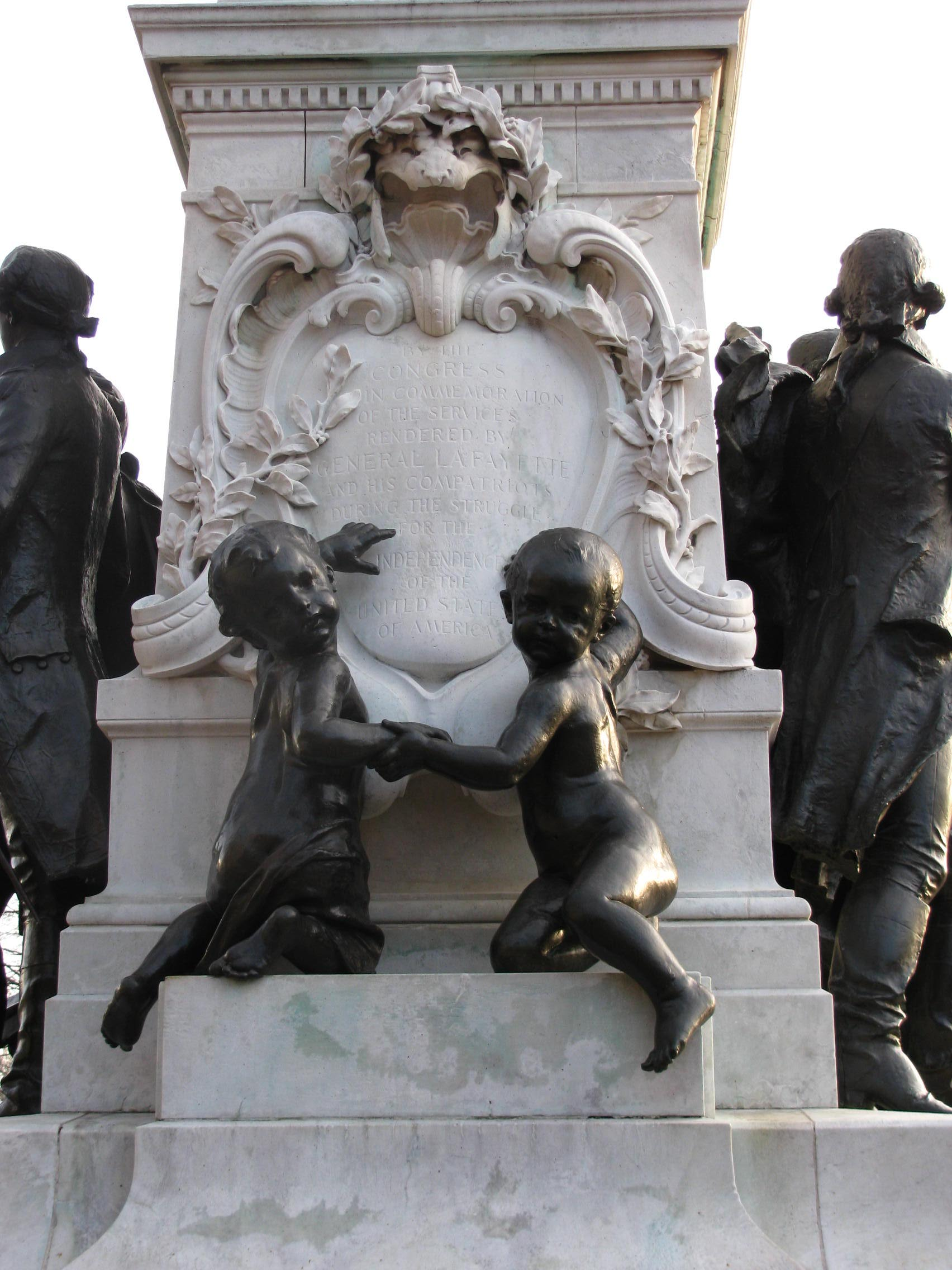
Cara norte, con amorcillos y cartela
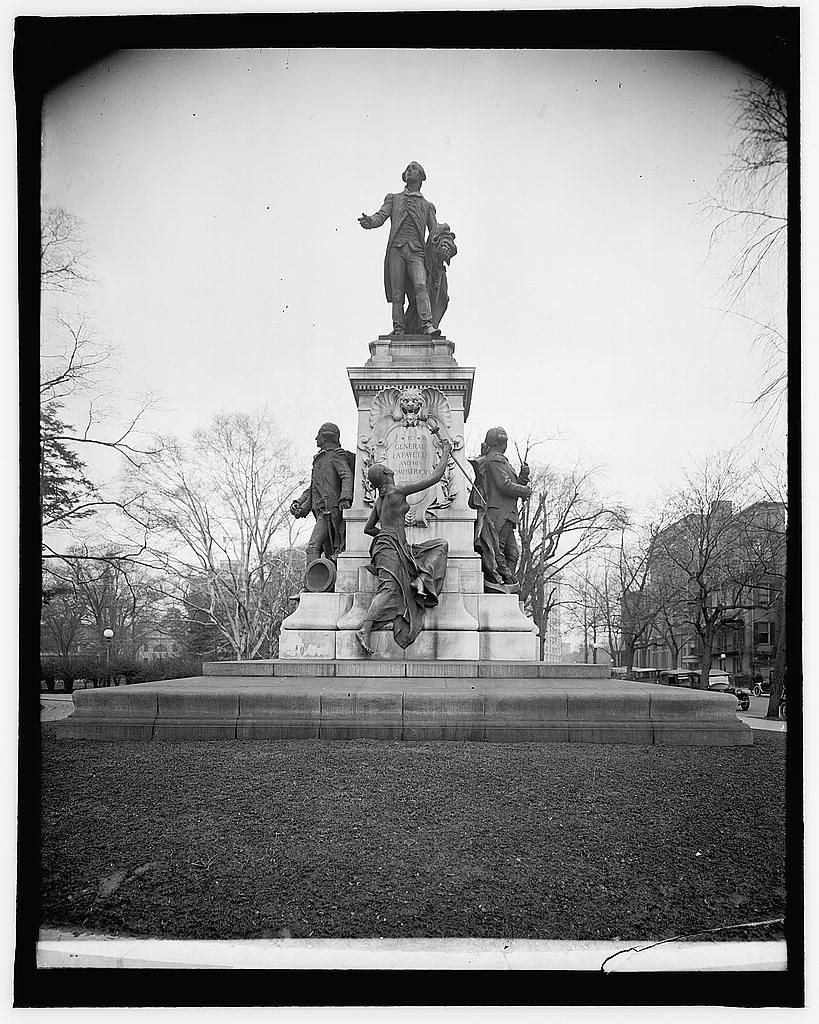
La estatua, c.1909-1940
Hijos de la Revolución depositando ofrendas florales en 1922